# Élection du président provisoire d'Haïti de 2016
L'élection du président provisoire de la République d'Haïti de 2016 a lieu les 13 et 14 février 2016 et réunit le Sénat de la République et la Chambre des députés convoqués en Assemblée nationale. Elle intervient après le report du second tour de l'élection présidentielle de 2015, finalement annulé, et la fin du mandat du président sortant Michel Martelly.
Jocelerme Privert est élu.
Une nouvelle élection présidentielle a lieu en novembre 2016.

## Système électoral
Le processus électoral débute avec le dépôt des candidatures, du 10 au 12 février. Pour qu'une candidature soit acceptée, chaque candidat doit payer 500 000 gourdes, avoir au moins 35 ans et être soutenu par un parti ayant au moins un siège au Parlement.

## Déroulement
Des treize candidatures, trois sont retenues. Il s'agit de celles d'Edgard Leblanc, porte-parole de l'Organisation du peuple en lutte (OPL), Jocelerme Privert, président par intérim d'Inite et président du Sénat, et Déjean Bélizaire.
Le 14 février 2016, Jocelerme Privert est élu au second tour. Il est investi le jour-même lors d'une cérémonie à laquelle assiste le Premier ministre Evans Paul et d'autres membres de la classe politique haïtienne.

## Résultats
| Candidat Parti politique | Candidat Parti politique     | Premier tour           | Premier tour           | Premier tour        | Premier tour        | Second tour            | Second tour            | Second tour         | Second tour         |
| Candidat Parti politique | Candidat Parti politique     | Sénat de la République | Sénat de la République | Chambre des députés | Chambre des députés | Sénat de la République | Sénat de la République | Chambre des députés | Chambre des députés |
| Candidat Parti politique | Candidat Parti politique     | Voix                   | %                      | Voix                | %                   | Voix                   | %                      | Voix                | %                   |
| ------------------------ | ---------------------------- | ---------------------- | ---------------------- | ------------------- | ------------------- | ---------------------- | ---------------------- | ------------------- | ------------------- |
|                          | Jocelerme Privert Inite      | 13                     | 56,52                  | 45                  | 49,45               | 13                     | 59,09                  | 64                  | 71,11               |
|                          | Edgard Leblanc OPL           | 10                     | 43,48                  | 46                  | 50,55               | 9                      | 40,91                  | 24                  | 26,67               |
|                          | Déjean Bélizaire Indépendant | 0                      | 0,00                   | 0                   | 0,00                | 0                      | 0,00                   | 2                   | 2,22                |
|                          |                              |                        |                        |                     |                     |                        |                        |                     |                     |
| Suffrages exprimés       | Suffrages exprimés           | 23                     | 100,00                 | 91                  | 98,91               | 22                     | 100,00                 | 90                  | 97,83               |
| Votes blancs             | Votes blancs                 | 0                      | 0,00                   | 1                   | 1,09                | 0                      | 0,00                   | 1                   | 1,09                |
| Votes nuls               | Votes nuls                   | 0                      | 0,00                   | 0                   | 0,00                | 0                      | 0,00                   | 1                   | 1,09                |
| Total                    | Total                        | 23                     | 100                    | 92                  | 100                 | 22                     | 100                    | 92                  | 100                 |